# Henkelskotten
Henkelskotten war eine Ortslage in der bergischen Großstadt Solingen. Sie ging auf einen dort befindlichen Schleifkotten zurück, der 1926 niedergelegt wurde.

## Lage und Beschreibung
Der heute wüst gefallene Ort Henkelskotten befindet sich zentral im Stadtbezirk Burg/Höhscheid zwischen Widdert und Höhscheid. Die Wüstung liegt im Weinsberger Bachtal, das sich zwischen dem Höhscheider und dem Widderter Riedel befindet. Die Wüstung des einstigen Schleifkottens befindet sich am Ufer des Weinsberger Bachs entlang der Straße vom Enderskotten nach Strupsmühle. Er lag am Nordufer des Baches kurz vor der Querung über eine Brücke. 
Benachbarte Orte sind bzw. waren (von Nord nach West): Unten- und Mittelhöhscheid, Enderskotten, Johänntgesbruch, Eintracht, Lache, Strupsmühle und Irler Hof.

## Geschichte
Über den Henkelskotten, der als Schleifkotten genutzt wurde, ist nicht viel bekannt. Im Jahre 1715 ist er in der Karte Topographia Ducatus Montani, Blatt Amt Solingen, von Erich Philipp Ploennies als Schleifkotten verzeichnet, aber nicht benannt. Die Topographische Aufnahme der Rheinlande von 1824 verzeichnet den Ort unbenannt, die Preußische Uraufnahme von 1844 verzeichnet ihn als Schl.
Henkelskotten gehörte nach Gründung der Mairien und späteren Bürgermeistereien zur Bürgermeisterei Höhscheid, die im Jahre 1856 das Stadtrecht erhielt, und lag dort in der Flur IV. Meiswinkel. 
Der Kotten wurde 1926 niedergelegt. Er wurde nicht wieder aufgebaut und der Ort fiel brach. Mit der Städtevereinigung zu Groß-Solingen im Jahre 1929 wurde die Wüstung ein Teil Solingens. 